# Siphonophora montana
Siphonophora montana är en mångfotingart som beskrevs av Loomis 1964. Siphonophora montana ingår i släktet Siphonophora och familjen Siphonophoridae. Inga underarter finns listade i Catalogue of Life.